# Kenrick-seregély
A Kenrick-seregély (Poeoptera kenricki)  a madarak osztályának verébalakúak (Passeriformes) rendjébe és a seregélyfélék (Sturnidae) családjába tartozó faj.

## Rendszerezése
A fajt George Ernest Shelley angol geológus és ornitológus írta le 1894-ben.

## Alfajai
- Poeoptera kenricki bensoni (Someren, 1945) - Kenya
- Poeoptera kenricki kenricki (Shelley, 1894) - Tanzánia [2]

## Előfordulása
Afrika keleti részén, Kenya és Tanzánia területén honos. Természetes élőhelyei a szubtrópusi vagy trópusi hegyi esőerdők. Állandó, nem vonuló faj.

## Megjelenése
Testhossza 15 centiméter, testtömege 38-54 gramm.

## Természetvédelmi helyzete
Az elterjedési területe korlátozott és ugyan egyedszáma csökken, de még nem éri el a kritikus szintet. A Természetvédelmi Világszövetség Vörös listáján nem fenyegetett fajként szerepel.